# Næstved BK
Maillots
Le Næstved Boldklub est un club danois de football basé à Næstved.

## Palmarès
- Championnat du Danemark de deuxième division (4)
  - Champion : 1935, 1977, 1991, 1994
- Coupe des champions européens de futsal (1)
  - Vainqueur : 1987

## Historique du logo

Ancien logo
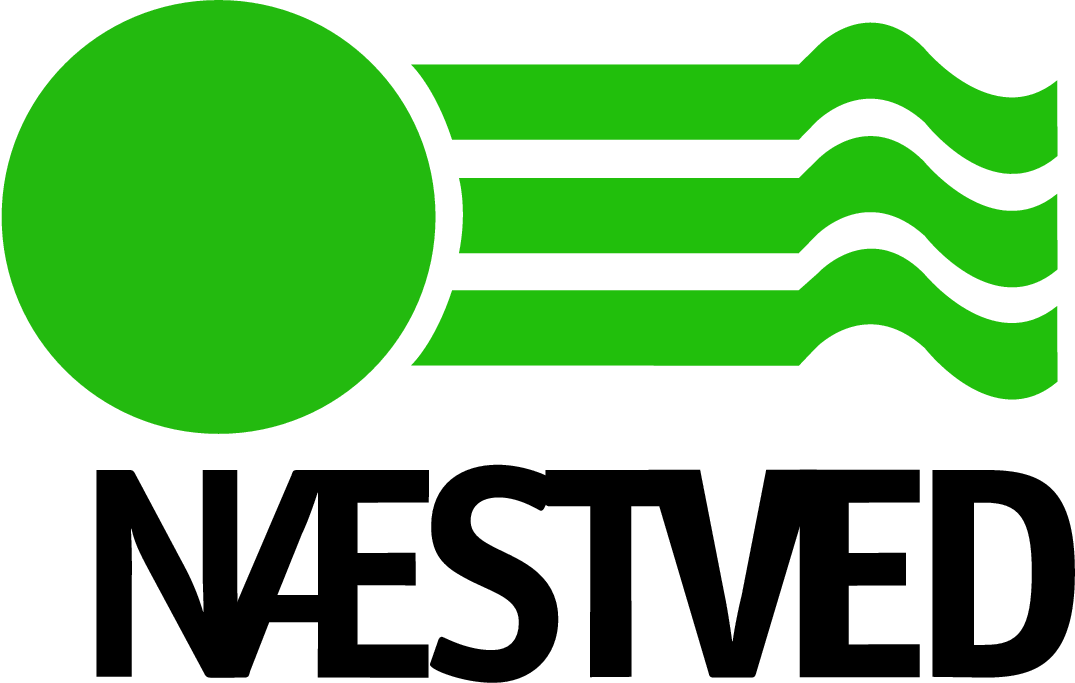
Logo actuel